# Archibald Hunter (militär)

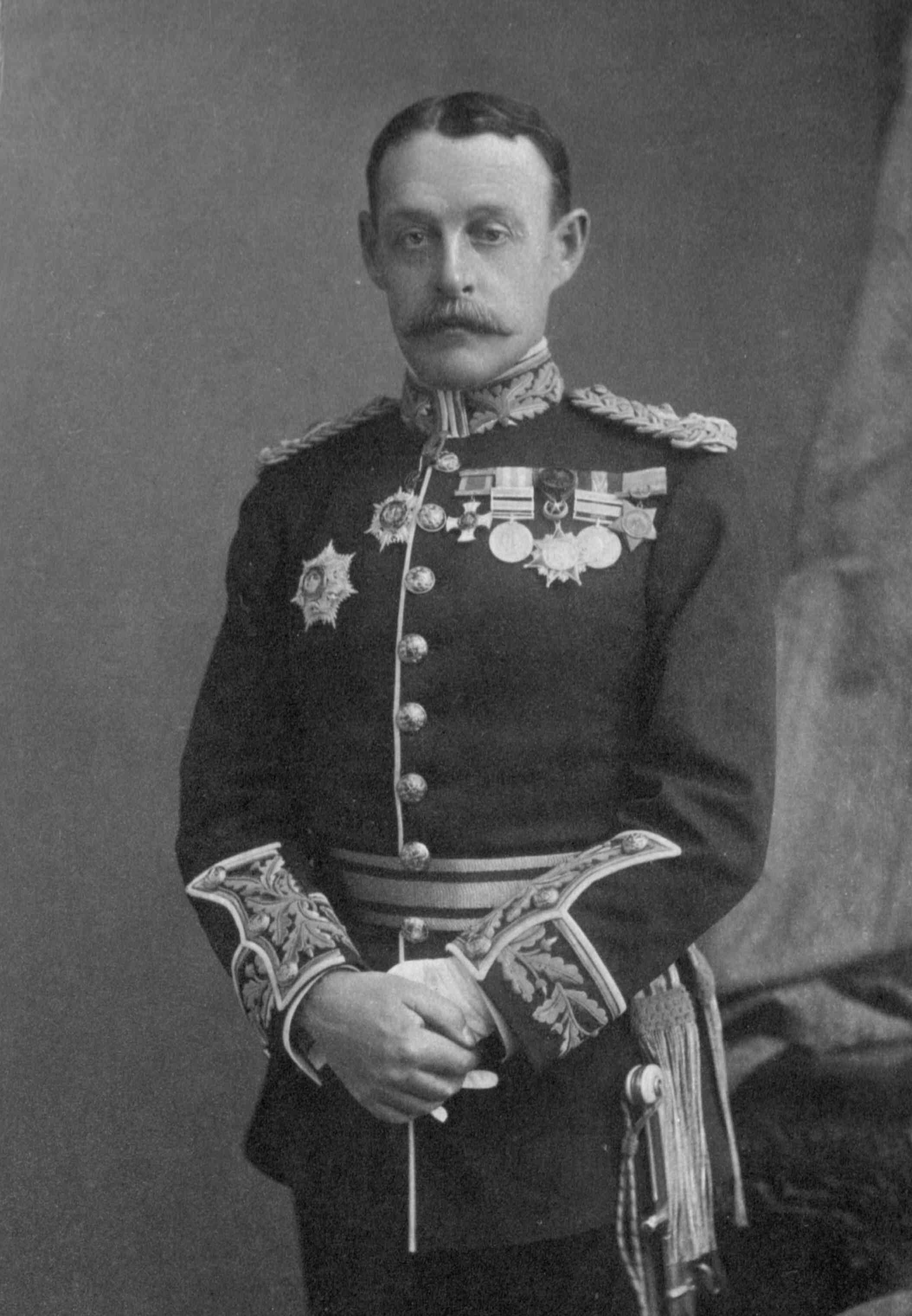
Sir Archibald Hunter.

Archibald Hunter, född den 6 september 1856 i London, död den 28 juni 1936, var en engelsk militär.
Hunter blev officer vid infanteriet 1874, deltog i krigen i Egypten och Sudan 1884–1899, var kommendant i Suakin 1892, guvernör i Dongola och befälhavare för de egyptiska gränstrupperna 1895–1899 samt guvernör i Omdurman samma år. Härunder hade han befordrats till överste (1894) och generalmajor (1896). År 1898 blev han knight. I boerkriget deltog han 1899–1901 bland annat som stabschef hos general White under Ladysmiths belägring och därefter, med utmärkelse, som generallöjtnant och chef för 10:e fördelningen. Åren 1901–1903 var han högste befälhavare i Skottland, 1904–1907 armékårschef och 1907–1909 arméchef i Indien. År 1905 blev han general. År 1910–1913 var han guvernör i Gibraltar. Under första världskriget var han chef för Aldershotkommandot. År 1918 erhöll han avsked ur aktiv tjänst. Åren 1918–1922 var han (konservativ) ledamot av underhuset. 